# Francesco Repetto
Monsignor Francesco Repetto (Genova, 1914 – Genova, 1984) è stato un presbitero e bibliotecario italiano, annoverato tra i giusti tra le nazioni per la sua azione a favore degli ebrei durante l'Olocausto e per il ruolo dirigente nell'organizzazione clandestina di soccorso DELASEM, che contribuì alla salvezza di migliaia di ebrei in Italia durante l'occupazione tedesca.

## Biografia
Da giovane svolse i propri studi nell'Università Gregoriana. A Roma conobbe e divenne amico del monsignor Giovanni Battista Montini (destinato in futuro a diventare Papa con il nome di Paolo VI)
Divenne sacerdote nel 1938 e due anni dopo, nel 1940 ottenne lavoro come segretario di Pietro Boetto. Genova era nel frattempo divenuta, dal dicembre 1939, la sede centrale della DELASEM, un'organizzazione legale ebraica presieduta da Lelio Vittorio Valobra, dedicata al sostegno dei sempre più numerose profughi ebrei in Italia.
A partire dall'8 settembre 1943 durante l'occupazione tedesca, ebrei, italiani e stranieri, nei territori della Repubblica Sociale Italiana venivano sistematicamente deportati. Prima di espatriare in Svizzera, Valobra si rivolse al cardinale Boetto con la richiesta di unire l'attività dell'organizzazione DELASEM, costretta alla clandestinità, a quella della Curia genovese. Repetto si avvalse allora dell'aiuto di Massimo Teglio, chiamato la "primula rossa" degli ebrei di Genova. Teglio organizzava nascondigli in abitazioni private e in case religiose, procurava carte di identità false, mentre don Repetto fungeva da cassiere per la raccolta e la distribuzione del denaro che arrivava alla DELASEM dalla Svizzera attraverso l'American Jewish Joint Distribution Committee. Don Repetto collaborò inoltre con Elow Kihlgren, console svedese a Genova, anch'egli insignito della medaglia di Giusto fra le nazioni.
Nel 1944 l'intervento di monsignor Filippo Bernardini, Nunzio Apostolico di Berna, fu risolutivo nei rapporti fra Valobra (stabilitosi a Zurigo) e don Repetto che si trovava ancora a Genova. Alla Curia di Genova continuavano a giungere da monsignor Montini anche le numerose lettere inviate in Vaticano da ebrei alla ricerca di notizie di parenti e conoscenti al nord dell'Italia.
Don Repetto trovò appoggio in autorità religiose ebraiche e cristiane: in particolare i rabbini Riccardo Pacifici a Genova e Nathan Cassuto a Firenze (fino alla loro deportazione) e i vescovi Pietro Boetto a Genova, Elia Dalla Costa a Firenze, Giuseppe Placido Nicolini ad Assisi, Maurilio Fossati a Torino, Alfredo Ildefonso Schuster a Milano e Antonio Torrini a Lucca.
Per poter gestire la non facile operazione di distribuire i fondi ricevuti laddove essi fossero necessari, don Repetto poté avvalersi della collaborazione di alcuni volenterosi "corrieri di valuta", ebrei come Raffaele Cantoni, Giorgio Nissim o Salvator Jona, ma soprattutto, grazie al sostegno offerto a livello locale del cardinale Boetto, di un nutrito gruppo di sacerdoti genovesi: don Giovanni Cicali, don Giovanni De Micheli, don Alessandro Piazza (che sarà poi vescovo di Albenga), don Gian Maria Rotondi, don Carlo Salvi, don Natale Traverso, don Raffaele Storace e don Giuseppe Viola. I sacerdoti furono inviati in missione in diverse curie episcopali, in Toscana, Umbria, Marche, Piemonte, Valle d'Aosta, Lombardia e Veneto, in visite accuratamente pianificate da don Repetto.
La catena di solidarietà che da Genova si estendeva ai centri locali, consentì, per tutta la durata dell'occupazione tedesca, un periodico e quasi regolare arrivo di fondi che si rivelarono essenziali a garantire la sopravvivenza di migliaia di ebrei nel centro-nord dell'Italia. A Milano don Repetto era in contatto con don Giuseppe Bicchierai che, oltre a far parte della Segreteria del card. Schuster, era cappellano alle carceri di San Vittore, a Torino i contatti erano con monsignor Vincenzo Barale, Segretario del card. Fossati mentre a Firenze il cardinale Dalla Costa aveva delegato il suo segretario particolare, monsignor Giacomo Meneghello e il Rettore del Seminario, monsignor Enrico Bartoletti, con la collaborazione, fra gli altri, di don Leto Casini, padre Cipriano Ricotti, don Giulio Facibeni, Giorgio La Pira e Adone Zoli.
La lista dei referenti locali è lunga: don Raimondo Viale a Borgo San Dalmazzo, don Arrigo Beccari e Giuseppe Moreali a Nonantola, Giorgio Nissim e don Arturo Paoli a Lucca, Mario Finzi a Bologna, i padri Aldo Brunacci e Rufino Niccacci a Assisi, padre Maria Benedetto, don Piero Folli a Voldomino vicino a Luino, Settimio Sorani, Angelo De Fiore e Giuseppe Levi a Roma. Fra le persone note che collaborarono al progetto si ritrova anche il nome del ciclista Gino Bartali.
Repetto - che è stato a lungo prefetto della Biblioteca Franzoniana - decise di rifugiarsi in montagna per evitare di essere catturato e processato per la sua attività clandestina, trovando riparo sicuro in Val Bisagno, presso Molassana nel luglio 1944. La collaborazione con don Carlo Salvi comunque continuò, e in seguito fece compagnia al cardinale Boetto, fino al sopraggiungere della sua morte (avvenuta nel 1946).
Nel 1955, fu premiato con una medaglia d'oro dall'Unione delle Comunità Israelitiche Italiane, nella motivazione si leggeva:
Il 29 aprile 1976, don Repetto riceveva quindi l'onorificenza di giusto tra le nazioni dall'Istituto Yad Vashem di Gerusalemme.